# Queguay Grande
Queguay Grande je rijeka u Urugvaju. Ukupna duljina toka rijeke od izvora do ušća u rijeku Urugvaj iznosi 280 kilometara, što je čini jednom od najdužih urugvajskih rijeka.
Površina njezina porječja iznosi 7.886 četvornih kilometara. Pripada slijevu Atlantskog oceana. Glavna pritoka joj je rijeka Queguay Chico.